# Space Alert

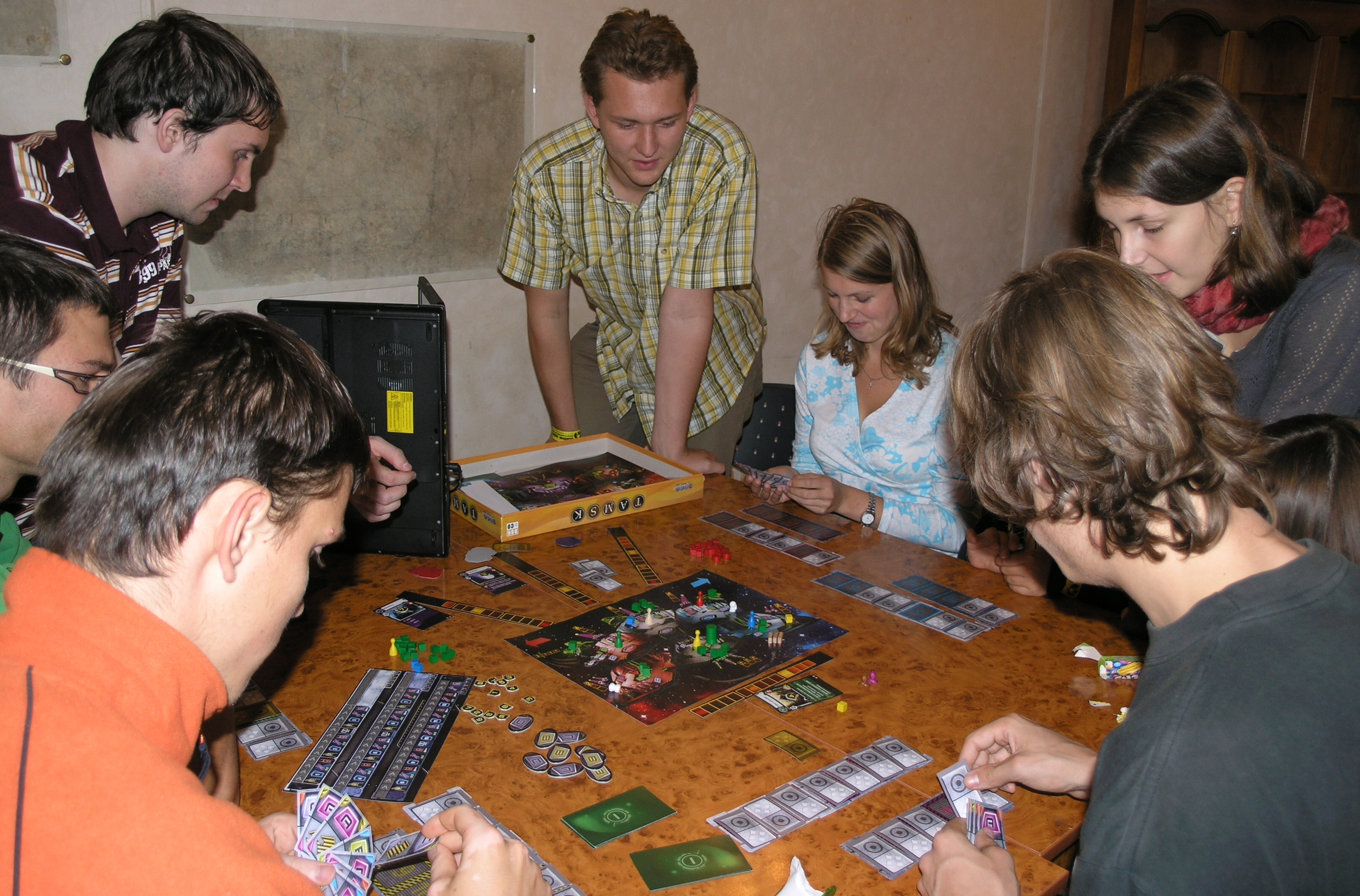
Rozhraná hra na Deskohraní v roce 2008

Space Alert (doslova anglicky Vesmírný poplach) je kooperační desková hra pro dva až pět hráčů českého herního vývojáře Vladimíra Chvátila vydaná v roce 2008. Jejím tématem je průzkum neprozkoumané části vesmíru „v desíti minutách“. První část hry přitom probíhá v reálném čase doopravdy přesně deset minut, přičemž tempo hry je řízeno jednou ze sady přiložených zvukových nahrávek, ve kterých jsou v různých časech hlášena příchozí ohrožení a další herní prvky. Hráči musí v omezeném čase za pomoci omezené sady karet naplánovat svým postavám, jak si poradí s ohroženími, přičemž je kromě ohledu na postup ohrožení potřeba i vysoká míra vzájemné spolupráce – například jeden musí včas dobít energii v reaktoru, aby druhý mohl včas začít střílet.  V druhé části hry dochází k pečlivému přehrání naplánových akcí bez časového tlaku, aby se zjistilo, zda se vlastně povedlo či nepovedlo vesmírnou loď zachránit.
Hra získala zvláštní ocenění v rámci udílení cen Spiel des Jahres v roce 2009.

## Detaily herního mechanismu
Na přiloženém CD (ve starší vydáních zvukových CD v novějších vydáních MP3 CD) je osm zvukových stop. Kromě možnosti náhodně si vybrat misi zajišťují znovuhratelnost a pestrost další náhodné prvky: 
- při poškození lodi se náhodně rozhoduje o tom, který systém byl poškozen a bude mít sníženu funkčnost
- před začátkem hry se náhodně losují „trajektorie“, tedy trasy, po kterých se budou z předdefinovaných směrů blížit ohrožení: Kromě různé délky mají také různě umístěné události X, Y a Z, jejichž realizace je popsána na kartách konkrétních ohrožení
- jaká ohrožení přijdou na základě pokynu zvukové stopy se náhodně losuje z balíčků karet (zvlášť pro vnější a vnitřní ohrožení a zvlášť pro běžná a vážná), obtížnost hry lze ovlivnit přípravou balíčků pouze z lehčích (bílých) nebo i z těžších (žlutých) ohrožení.

U vnitřních i vnějších ohrožení je často podstatně výhodnější ničit je přesně koordinovaně, což klade na plánování další zvýšené nároky.
Nutnost spolupráce je zajištěna jednak tím, že hráči si nesmí ukazovat své karty, jednak značným časovým tlakem. To brání častému problému kooperačních her, kdy dominantní a nejzkušenější hráč ostatní řídí jako loutky a hra tím ztrácí zábavnost.

## Rozšíření Vzdálené horizonty
V roce 2010 bylo vydáno rozšíření Vzdálené horizonty. Kromě přidání nových ohrožení přibyly karty s dvojitými akcemi a také prvky her na hrdiny: specializace postav a systém získávání zkušenosti.